# Mierlo
Mierlo es una villa del sur de los Países Bajos, que forma parte del municipio de Geldrop-Mierlo, en la provincia de Brabante Septentrional. Hasta 2004 fue un municipio independiente con una superficie de 18,09 km². En 2021, la localidad contaba con 11 105 habitantes.
Mierlo alberga algunos edificios interesantes, como por ejemplo, la antigua casa del Ayuntamiento y el molino de viento en el centro del pueblo. Los clubes deportivos en Mierlo son Mifano y el Club de Hockey. Mierlo también cuenta con un zoológico (Dierenrijk), dos hoteles (HIP y 't Anker) y dos campings ('t Wolfsven y De Sprink). Justo al sur, separada por la Autopista A67, se encuentra el área natural de Strabrechtse Heide.
Mierlo está situada en el área urbana de Eindhoven y Helmond, pero tiene muchas zonas verdes. En las proximidades hay bosques, páramos y campos.
En Mierlo se habla un dialecto de Brabante Oriental denominado Peellands, que es muy similar al neerlandés coloquial.

## Historia
Los habitantes más antiguos de la zona de los que tenemos conocimiento fueron los cazadores de renos. En 1961, se descubrió un fragmento de piedra arenisca, que data de alrededor del año 9 000 a. C. en el brezal entre Mierlo y Geldrop. En esta piedra se grabó una figura femenina semidesnuda bailando, que ahora se conoce como la "Venus de Mierlo". Es la expresión artística más antigua que se ha encontrado en los Países Bajos.
La villa fue mencionada por primera vez en 1245 como Henricus de Mirle. El nombre Mierlo data de la Alta Edad Media y es una combinación de las palabras en neerlandés mier (páramo) y lo (bosque abierto).
Mierlo se desarrolló en el siglo XII en torno a un castillo. El castillo fue reconstruido en 1210 después de que fuera destruido, pero se derrumbó en una tormenta en 1800.
La iglesia católica de Santa Lucía fue construida entre 1856 y 1858. Parte de la torre de la iglesia medieval se incorporó a la nueva iglesia. El molino de Mierlo fue construido alrededor de 1640. Fue trasladado en 1860 y 1992. Fue restaurada varias veces y hoy en día solo se usa ocasionalmente.
Mierlo tenía una población de 466 personas en 1840. Mierlo era un municipio independiente. En 1968, el pueblo Mierlo-Hout fue transferido a Helmond. En 2003 fue cuando se fusionó con Geldrop, dando lugar a Geldrop-Mierlo.
En 2004, Mierlo adquirió un zoológico llamado 'Dierenrijk' cerca de Gulbergen. Este zoológico comenzó inicialmente con el nombre de 'Dierenrijk Europa', con animales que iban desde osos polares hasta simios de Gibraltar, así como castores que habían sido reintroducidos en los Países Bajos. Cuando también se introdujeron animales no europeos, como elefantes y camellos, el nombre se cambió a simplemente 'Dierenrijk'.

## Galería

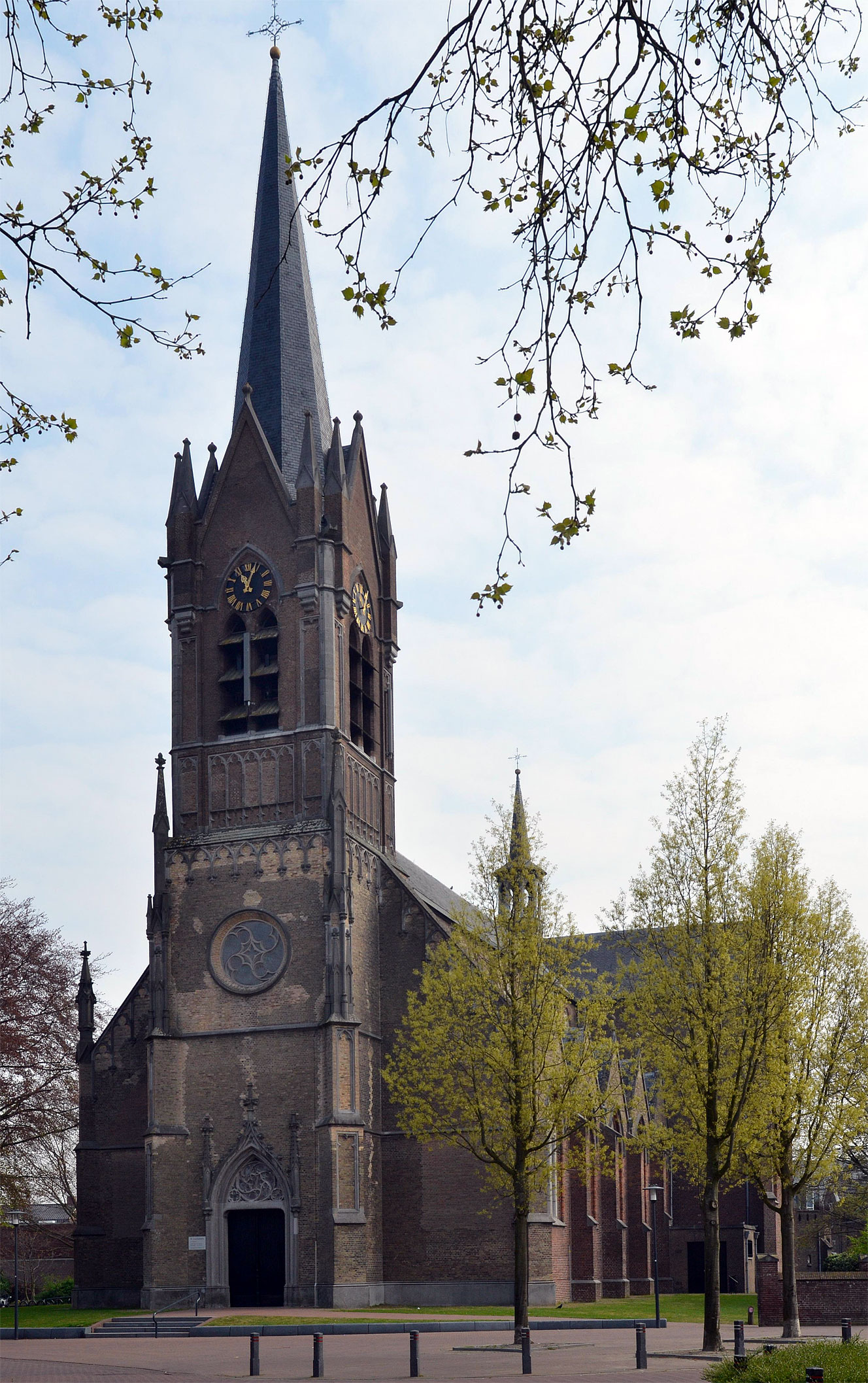
Iglesia de Santa Lucía
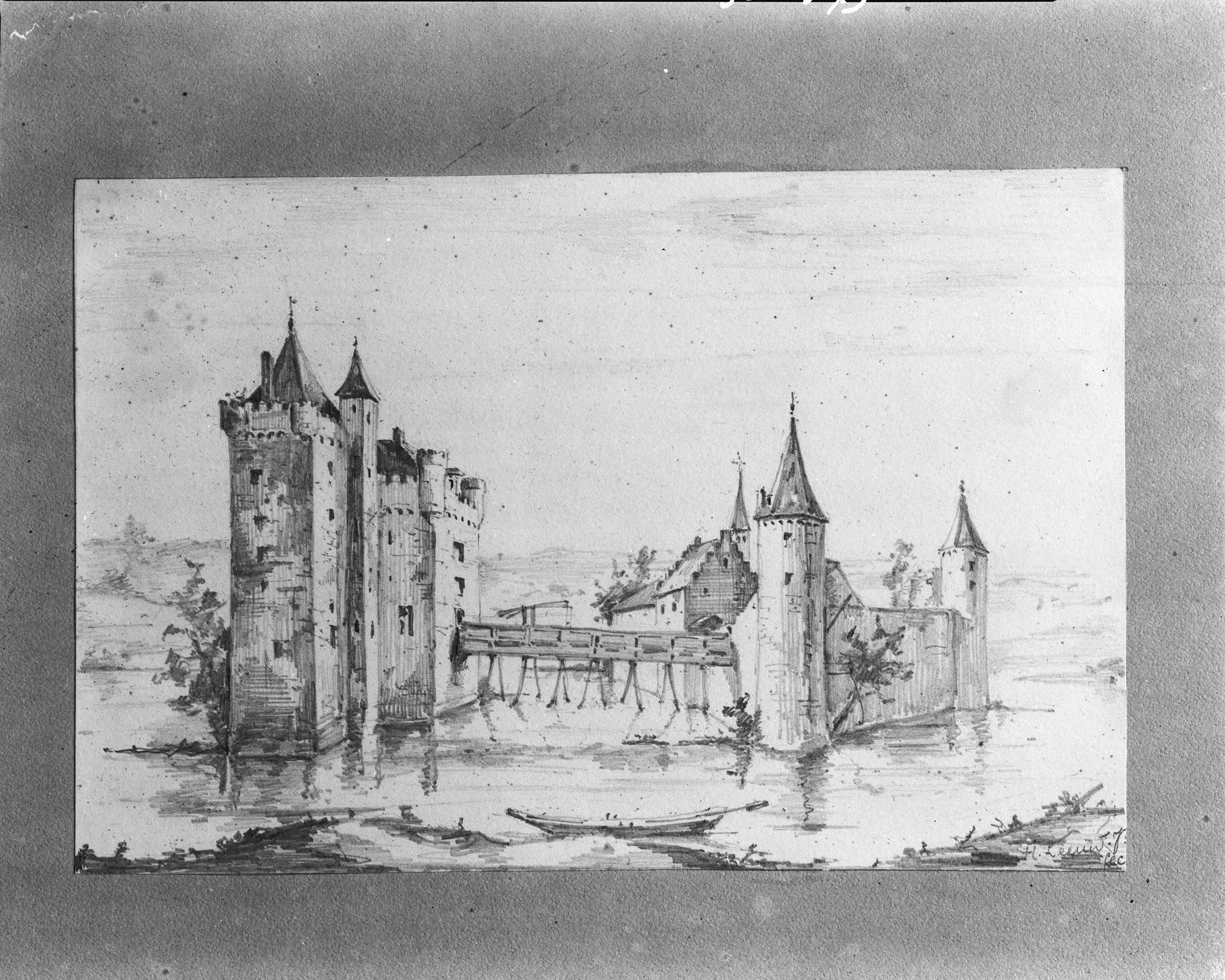
Dibujo del Castillo Mierlo
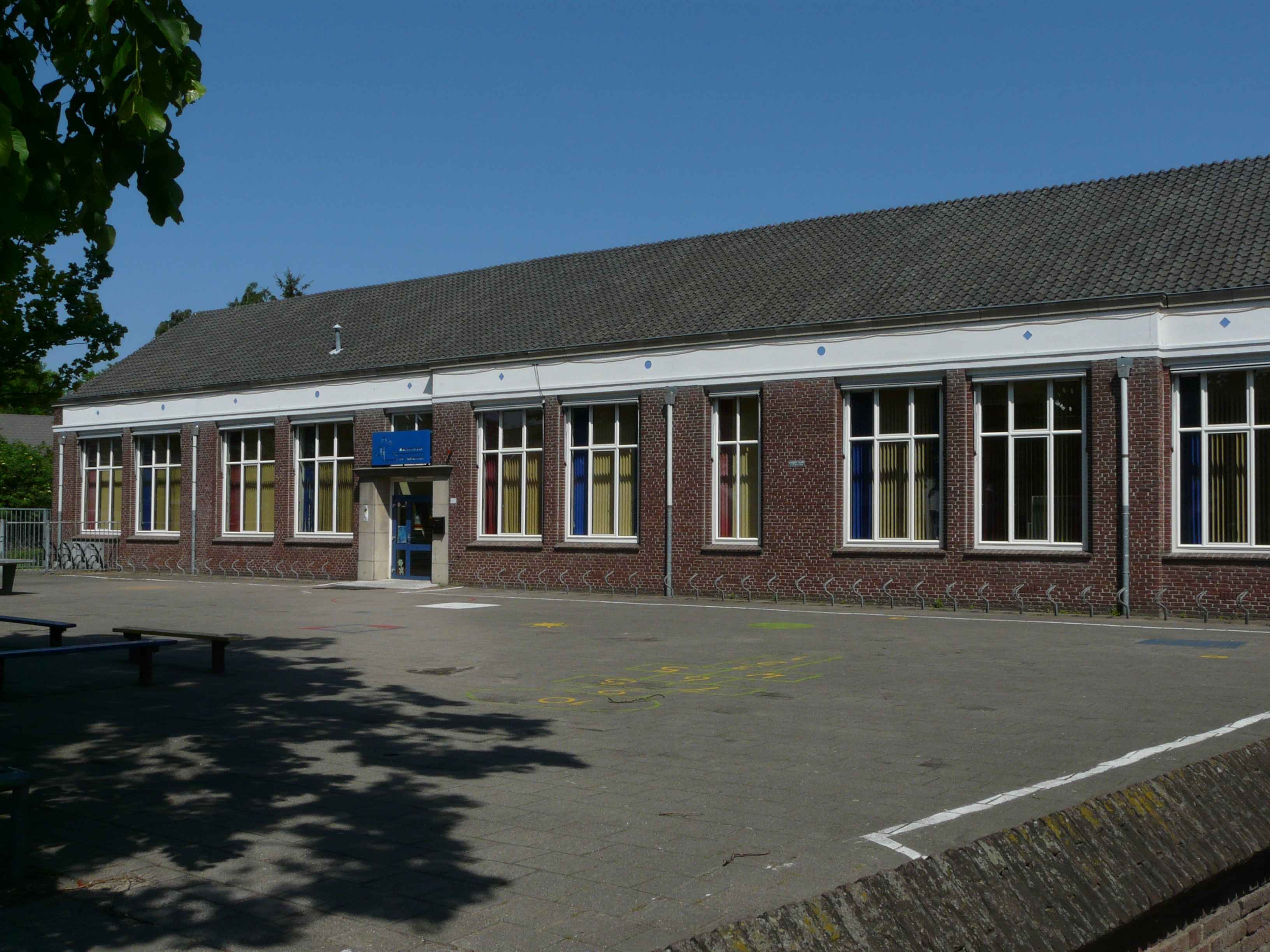
Colegio en Mierlo
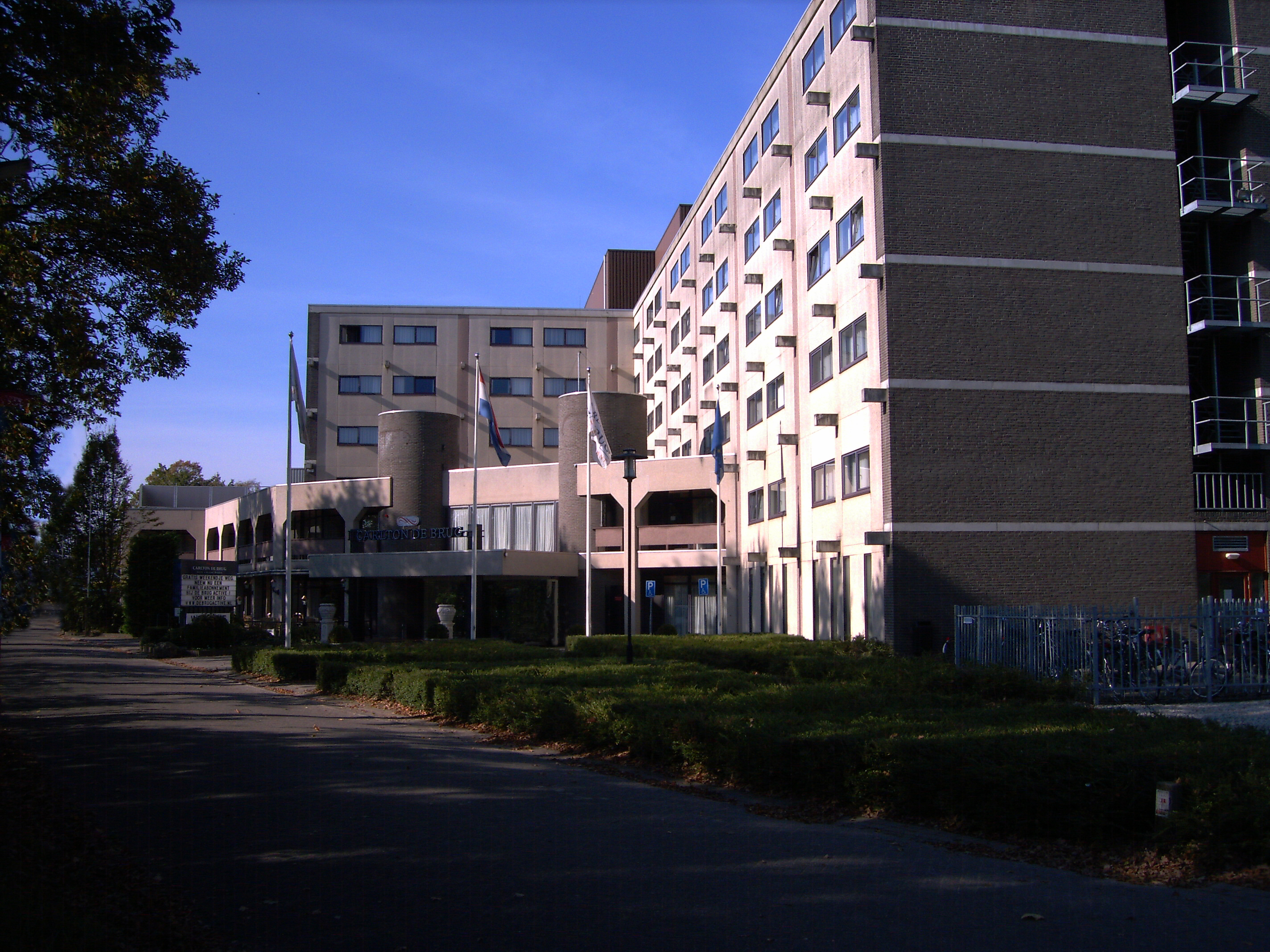
Hotel en Mierlo